# 2024年世界水泳選手権パナマ選手団
2024年世界水泳選手権パナマ選手団は、2024年2月2日から2月18日までカタールのドーハで開催された第21回世界水泳選手権のパナマ選手団、およびその競技結果。

## 選手団
- 人員: 選手 4人

## 選手名簿・結果
| 選手                     | 種目              | 予選      | 予選 | 準決勝   | 準決勝   | 決勝     | 決勝     |
| 選手                     | 種目              | 結果      | 順位 | 結果     | 順位     | 結果     | 順位     |
| ------------------------ | ----------------- | --------- | ---- | -------- | -------- | -------- | -------- |
| ジャンカルロ・カルデロン | 男子50m自由形     | 23秒52    | 52位 | 予選敗退 | 予選敗退 | 予選敗退 | 予選敗退 |
| ジャンカルロ・カルデロン | 男子50mバタフライ | 24秒95    | 41位 | 予選敗退 | 予選敗退 | 予選敗退 | 予選敗退 |
| イサーク・ベイティア     | 男子100m自由形    | 51秒40    | 46位 | 予選敗退 | 予選敗退 | 予選敗退 | 予選敗退 |
| イサーク・ベイティア     | 男子200m自由形    | 1分56秒31 | 56位 | 予選敗退 | 予選敗退 | 予選敗退 | 予選敗退 |
| カロリナ・カルメジ       | 女子100m背泳ぎ    | 1分04秒83 | 37位 | 予選敗退 | 予選敗退 | 予選敗退 | 予選敗退 |
| カロリナ・カルメジ       | 女子200m背泳ぎ    | 2分20秒33 | 27位 | 予選敗退 | 予選敗退 | 予選敗退 | 予選敗退 |
| エミリー・サントス       | 女子100m平泳ぎ    | 1分09秒96 | 29位 | 予選敗退 | 予選敗退 | 予選敗退 | 予選敗退 |
| エミリー・サントス       | 女子200m平泳ぎ    | 2分31秒36 | 20位 | 予選敗退 | 予選敗退 | 予選敗退 | 予選敗退 |